# جبهه اصلاحات ایران
جبهه اصلاحات ایران با نام اولیه نهاد اجماع‌ساز اصلاح‌طلبان، مجمع بالادستی جناح اصلاح‌طلبان ایران است که از سال ۱۳۹۹ و پس از انحلال شورای هماهنگی جبهه اصلاحات تشکیل شد. ریاست این جبهه در دو سال اول با بهزاد نبوی بود که از تیر ۱۴۰۲، آذر منصوری جایگزین او شد.

## تاریخچه
پس از اینکه شورای هماهنگی جبهه اصلاحات منحل شد، در اسفند ۱۳۹۹ جبهه اصلاحات ایران به‌صورت رسمی با حضور ۳۱ حزب اعلام موجودیت کرد و ریاست آن در اولین سال به بهزاد نبوی رسید. سید حسین مرعشی و حسین کمالی به‌ترتیب به‌عنوان نواب‌رئیس اول و دوم منصوب شدند و آذر منصوری به‌عنوان سخنگو معرفی شد. آذر منصوری کمتر از یک سال سخنگو ماند و ۲۱ دی ۱۴۰۰ جای خود را به علی شکوری‌راد داد.
در آستانه یک‌سالگی جبهه، بهزاد نبوی از ریاست استعفا داد؛ اما اعضای جبهه او را در مقام ریاست ابقا کردند. اسفند ۱۴۰۱ و در آستانه تولد سه‌سالگی جبهه، بهزاد نبوی برای دومین‌بار از ریاست آن استعفا کرد. اعضای جبهه در جلسه ۴ تیر ۱۴۰۲، آذر منصوری را به عنوان رئیس این جبهه انتخاب کردند.

## اعضا

### اعضای حقوقی
جبهه اصلاحات ایران متشکل از ۲۷ حزب به نمایندگی حسین کمالی و ابراهیم اصغرزاده است. ۲۷ حزبی که در جبهه اصلاحات ایران حضور دارند عبارتند از:
- حزب ندای ایرانیان
- انجمن اسلامی مدرسین دانشگاه‌ها
- حزب همبستگی دانش‌آموختگان ایران
- انجمن اسلامی معلمان ایران
- انجمن اسلامی جامعه پزشکی ایران
- مجمع ایثارگران
- مجمع فرهنگیان ایران اسلامی
- سازمان عدالت و آزادی ایران اسلامی
- حزب همبستگی ایران اسلامی
- انجمن روزنامه‌نگاران زن ایران
- حزب پیشرو اصلاحات
- جمعیت تولیدگرایان ایران
- حزب توسعه ملی ایران اسلامی
- مجمع دانش‌آموختگان ایران اسلامی
- جمعیت زنان مسلمان نواندیش
- حزب کارگزاران سازندگی ایران
- حزب مردم‌سالاری
- حزب جوانان ایران اسلامی
- حزب آزادی
- حزب اسلامی کار
- حزب وحدت و همکاری ملی ایران اسلامی
- حزب اتحاد ملت ایران اسلامی
- مجمع نیروهای خط امام
- جمعیت حمایت از حقوق بشر زنان
- حزب اعتماد ملی
- سازمان معلمان ایران
- انجمن اسلامی مهندسان ایران

### اعضای حقیقی
بهزاد نبوی، فخرالسادات محتشمی‌پور، محسن امین‌زاده، محمدرضا جلایی‌پور، عماد بهاور، بدرالسادات مفیدی، سید حسن رسولی، سید معروف صمدی، اسماعیل گرامی‌مقدم، فاطمه سعیدی، محسن هاشمی، مهدی نجاتی، محمد مقدم، آذر منصوری و محسن آرمین اعضای حقیقی این جبهه هستند.

## هیئت رئیسه
| نام        | وابستگی حزبی | دوران      | م.    |
| ---------- | ------------ | ---------- | ----- |
| بهزاد نبوی | توسعه ملی    | ۱۴۰۱–۱۳۹۹  | [ ۲ ] |
| آذر منصوری | اتحاد ملت    | اکنون–۱۴۰۲ |       |

| نام            | وابستگی حزبی | دوران      | م.    |
| -------------- | ------------ | ---------- | ----- |
| سید حسین مرعشی | کارگزاران    | ۱۴۰۲–۱۳۹۹  | [ ۲ ] |
| محسن آرمین     | توسعه ملی    | اکنون–۱۴۰۲ |       |

| نام         | وابستگی حزبی | دوران      | م.    |
| ----------- | ------------ | ---------- | ----- |
| حسین کمالی  | اسلامی کار   | ۱۴۰۰–۱۳۹۹  | [ ۲ ] |
| فاطمه راکعی | زنان مسلمان  | ۱۴۰۲–۱۴۰۰  | [ ۲ ] |
| طاهره نقی‌ئی | معلمان       | اکنون–۱۴۰۲ |       |

| نام          | وابستگی حزبی | دوران      | م.    |
| ------------ | ------------ | ---------- | ----- |
| آذر منصوری   | اتحاد ملت    | ۱۴۰۰–۱۳۹۹  | [ ۲ ] |
| علی شکوری‌راد | اتحاد ملت    | ۱۴۰۲–۱۴۰۰  | [ ۲ ] |
| جواد امام    | ایثارگران    | اکنون–۱۴۰۲ |       |

## انتخابات ریاست‌جمهوری ۱۴۰۳
مسعود پزشکیان منتخب چهاردهمین دوره انتخابات ریاست‌جمهوری در این انتخابات نماینده‌ی جبهه‌ی اصلاحات ایران بود و از حمایت سید محمد خاتمی و حسن روحانی، رئیس‌جمهورهای پیشین ایران برخوردار بود.